# Reprezentacja Hiszpanii na Mistrzostwach Świata w Wioślarstwie 2009
Reprezentacja Hiszpanii na Mistrzostwach Świata w Wioślarstwie 2009 liczyła 11 sportowców. Najlepszym wynikiem było 7. miejsce w czwórce bez sternika wagi lekkiej mężczyzn.

## Medale

### Złote medale
Brak

### Srebrne medale
Brak

### Brązowe medale
Brak

## Wyniki

### Konkurencje mężczyzn
- jedynka wagi lekkiej (LM1x): Jesús Álvarez González – 15. miejsce
- czwórka bez sternika (M4-): Alexander Sigurbjörnsson Benet, Pau Vela Maggi, Marcelino García Cortés, Noe Guzman Del Castillo – 8. miejsce
- czwórka bez sternika wagi lekkiej (LM4-): Rubén Álvarez Pedrosa, Andreu Castellà Gasparín, Juan Luis Fernandez Tomas, Marc Franquet Montfort – 7. miejsce

### Konkurencje kobiet
- jedynka (W1x): Nuria Domínguez Asensio – 15. miejsce
- jedynka wagi lekkiej (LW1x): Teresa Mas De Xaxars – 8. miejsce